# Palais Pringsheim
Das Palais Pringsheim wurde nach Plänen der Architekten Gustav Ebe und Julius Benda von 1872 bis 1874 als herrschaftliches Stadtpalais für den Eisenbahn- und Bergbauunternehmer Rudolf Pringsheim in der Wilhelmstraße 67 (seit der Neunummerierung im Jahr 1993: Nr. 59) im heutigen Ortsteil Berlin-Mitte errichtet. Die prachtvollen und farbigen Fassaden im Stil der venezianischen Neorenaissance galten damals in der Architektur Berlins als einzigartig und brachten dem Palais im Berliner Volksmund den Namen Buntes Haus ein.
Nach dem Tod Rudolf Pringsheims 1906 und dem seiner Witwe Paula Pringsheim 1909 wurde das Palais an Robert Bosch verkauft. Dieser stellte das Palais der Deutschen Gesellschaft 1914 mietfrei zur Verfügung und richtete sich darin eine Zweitwohnung ein. Ab 1923 wurde in dem Gebäude die Deutsche Rentenbank eingerichtet. Im Zweiten Weltkrieg schwer beschädigt, wurde das Palais um 1950 vollständig abgetragen.

## Geschichte

### „Buntes Haus“ der Familie Pringsheim
Nach jahrelangen erfolgreichen Unternehmungen im Bereich des Eisenbahnbaus erwarb Rudolf Pringsheim 1869 ein Grundstück in der Wilhelmstraße 67, gegenüber dem neu errichteten Palais Strousberg. Dem Bau des Palais’ war die erstmalige formale Gleichstellung der jüdischen Bevölkerung in der neuen Reichsverfassung 1871 vorausgegangen, die Rudolf Pringsheim und seine Frau zu gleichberechtigten Bürgern machte.
1872 erhielten Gustav Ebe und sein Studienkollege Julius Benda, die seit 1869 gemeinsam ein Architekturbüro führten, den Auftrag zur Errichtung eines Palais’ für die Familie Pringsheim. Beide hatten bereits Studienreisen nach Italien unternommen und sich intensiv mit der Architektur der Renaissance befasst. Die Fassade und die Innenraumgestaltung wurden als Gesamtkunstwerk im Stil der venezianischen und florentinischen Hochrenaissance gestaltet. Damit berief sich die Palastarchitektur traditionell auf die Blütezeit des großbürgerlichen Mäzenatentums Italiens, insbesondere Familie Medici, die später als Mitglied des Adelsstandes anerkannt wurde. Künstlerischer Höhepunkt der Schaufassade zur Wilhelmstraße waren die farbigen Glasmosaiken, die nach Kartons Anton von Werners von Antonio Salviati in Venedig hergestellt worden waren. Nach einer Bauzeit von zwei Jahren wurde das Palais Ende 1874 fertiggestellt. Die Kosten betrugen rund 75.000 Mark. Bereits 1876 wurde das Palais als Sehenswürdigkeit im Berliner Adressbuch aufgeführt. Ein Jahr später wurde das Gebäude in der Publikation Berlin und seine Bauten ausführlich gewürdigt.
Neben seiner Funktion als Wohnsitz bot das Palais Platz für kulturelle Veranstaltungen und Treffen. 1890 ließ die Familie in München an der Arcisstraße ein weiteres Palais für den Sohn Alfred Pringsheim errichten, das unter gleichem Namen wie das Berliner Pendant bekannt wurde.

### Nutzungswechsel und Zerstörung
Nachdem Rudolf Pringsheim 1906 im Alter von 86 Jahren verstorben war, lebte seine Witwe bis zu ihrem Tod im Jahr 1909 allein in dem Palais. Die Nachkommen verkauften das Palais 1910 an den Industriellen Robert Bosch, der das Gebäude der Deutschen Gesellschaft 1914 zur Verfügung stellte. Das Palais Pringsheim nutzte er als Zweitwohnung.
Ab 1923 wurde das Gebäude auch als Sitz der Deutschen Rentenbank genutzt. Bei den alliierten Luftangriffen wurde das Palais im November 1943 schwer zerstört. Die Ruine wurde 1950 abgetragen. Heute ist das Grundstück durch das Matthias-Erzberger-Haus des Deutschen Bundestages überbaut.

## Baubeschreibung

### Fassade und Bildprogramm
Das Palais bestand aus einem Hochparterre und einer Beletage sowie einem Souterrain und einem unter dem Kranzgesims liegenden Mezzaningeschoss. Die Schaufassade zur Wilhelmstraße war in sieben weite Fensterachsen untergliedert, wobei die zentrale Achse durch ein Rundbogenportal und einen Erker hervorgehoben wurde. Zwei monumentale Atlanten in mittelalterlichen Kettenhemden standen neben dem Eingangsportal und trugen den reich verzierten Erker auf ihrem Rücken. Ein weiteres Portal auf der linken Seite führte als Zufahrt für Kutschen in den Innenhof. Das Hochparterre war mit einer durchgliederten Plattenrustika versehen, während der Sockel mit Diamantquadern rustifiziert war. Beide bestanden aus getöntem Seeberger Sandstein. Die Fenster des Hochparterres wurden durch Ranken, Umrahmungen mit Eierstab und bärtige Maskarone als Schlusssteine umschmückt. Die repräsentative Beletage war in diagonalem Verband mit rötlichen gemusterten Mettlacher Fliesen bekleidet. Sie übertraf das Erdgeschoss in der Höhe beträchtlich. Die Fenster wurden durch plastische, ornamental geschmückte Ädikulä umrahmt. Diese wurden, wie auch der Erker und das Konsolgesims, aus gelblichen, rotgelblichen und grünlichen teils glasierten Terrakotten gefertigt. Die gesamte Beletage wurde durch ein Band aus helleren Fliesen eingefasst.
Unter dem mächtigen Gesims, zwischen den Mezzaninfenstern, befand sich ein farbiger Glasmosaikfries, der nach Entwürfen Anton von Werners in der Werkstatt von Antonio Salviati in Venedig hergestellt worden war. Auf sechs Bildwerken waren auf goldenem Grund die Lebensalter des Menschen sinnbildlich dargestellt. Die zwei äußeren Mosaiken zeigten jeweils eine Sphinx. Den oberen Abschluss des Palais’ bildete ein mächtiges Kranzgesims, das durch rote Konsolen und einen grün-gelblichen Anthemienfries gegliedert wurde.

Glasmosaikfries Lebensalter des Menschen
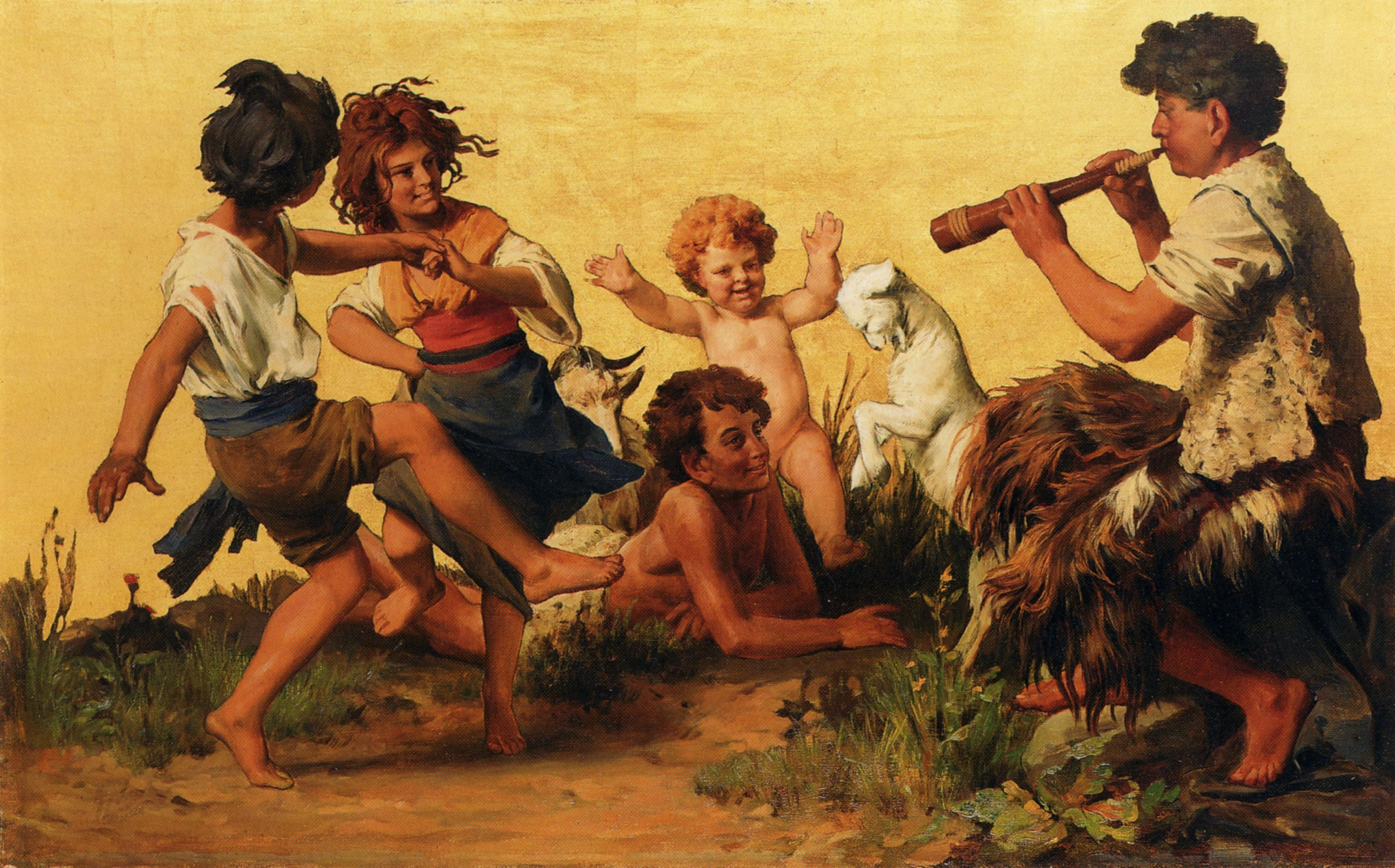
Juventus (Jugend)
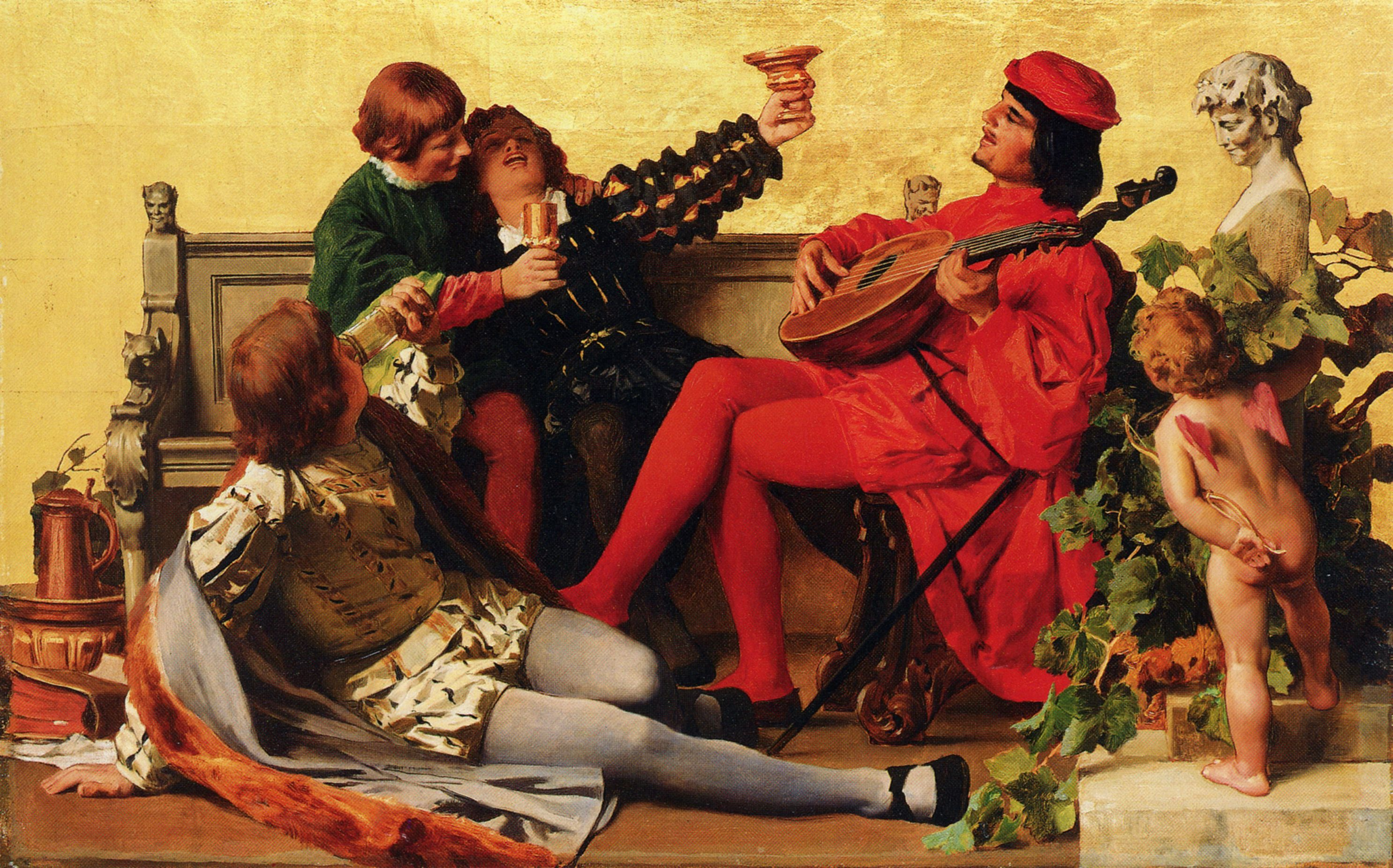
Amicitia (Freundschaft)
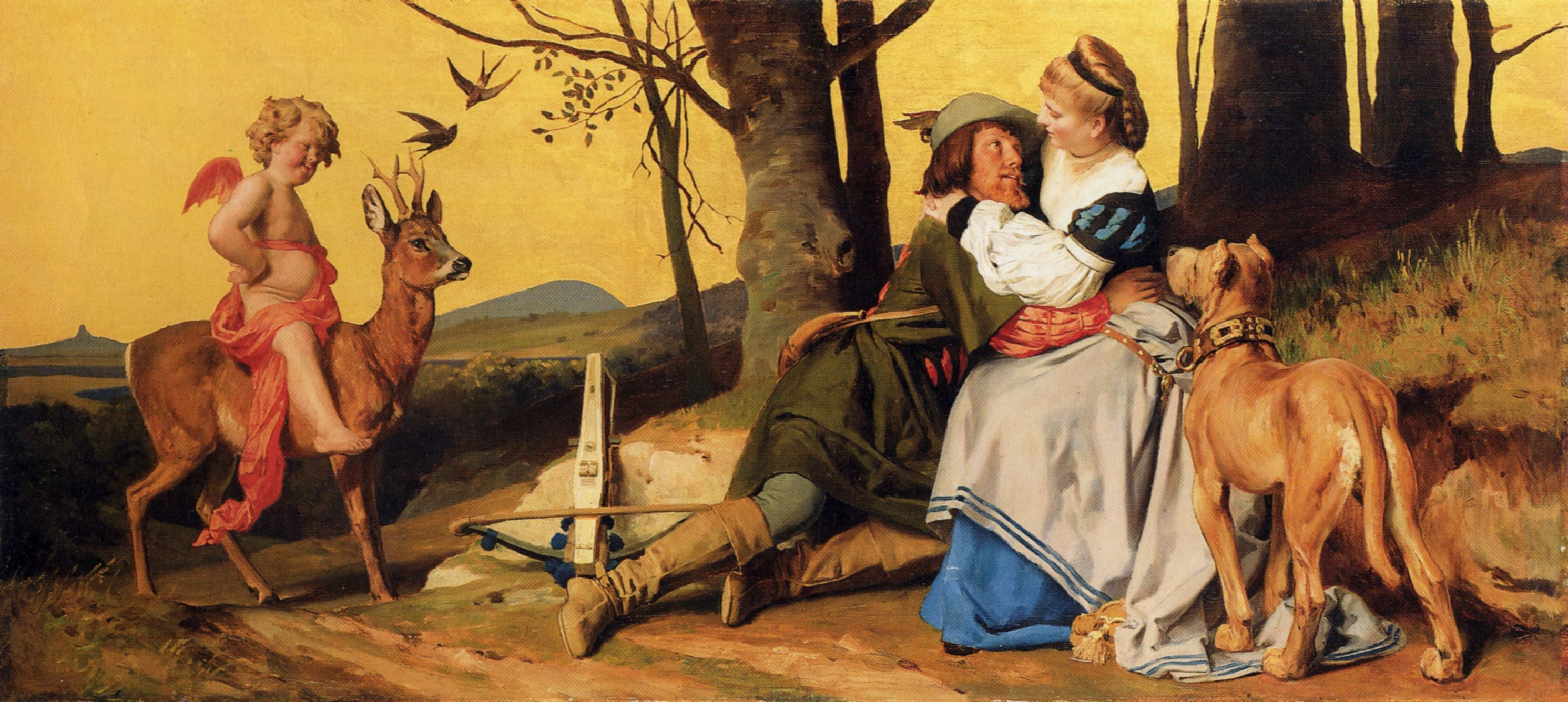
Amor (Liebe)
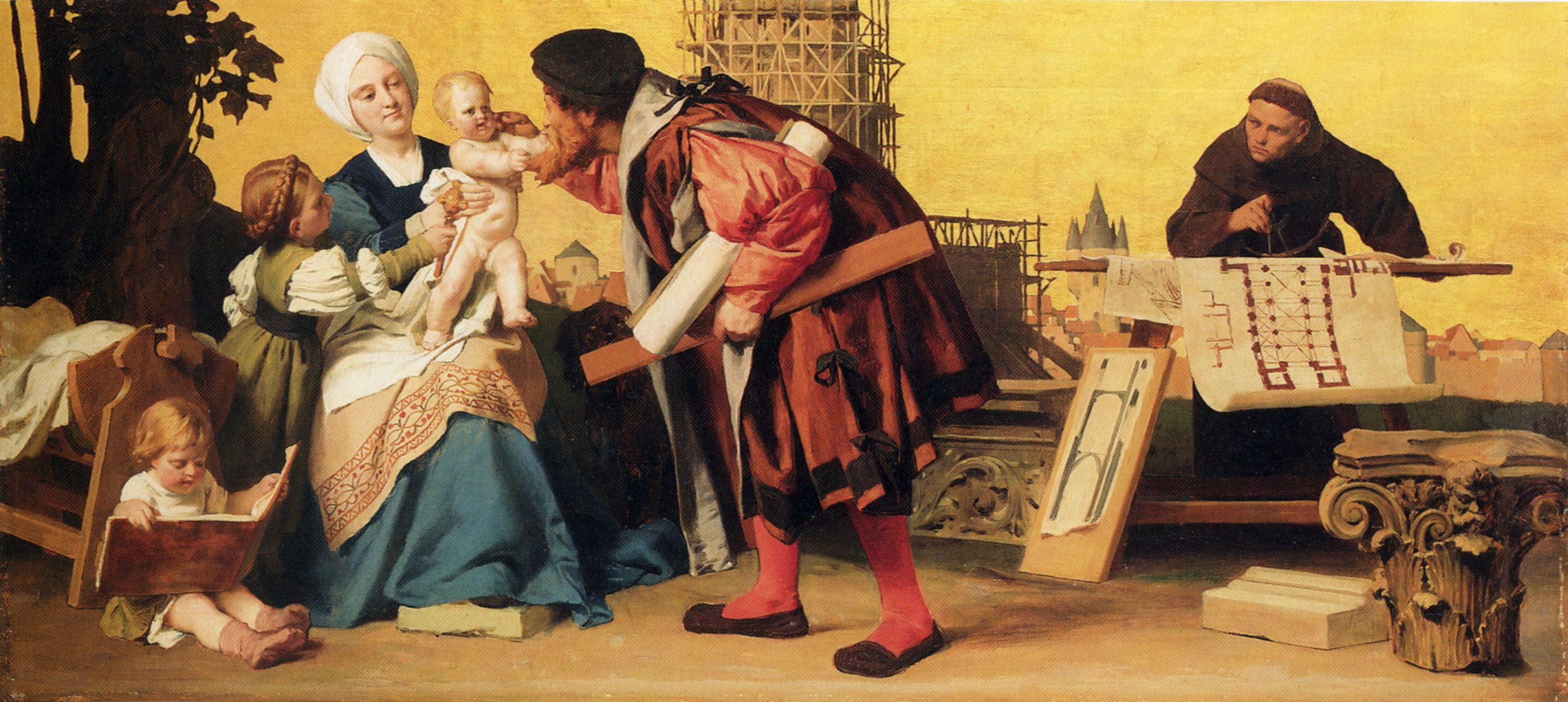
Felicitas (Glück)
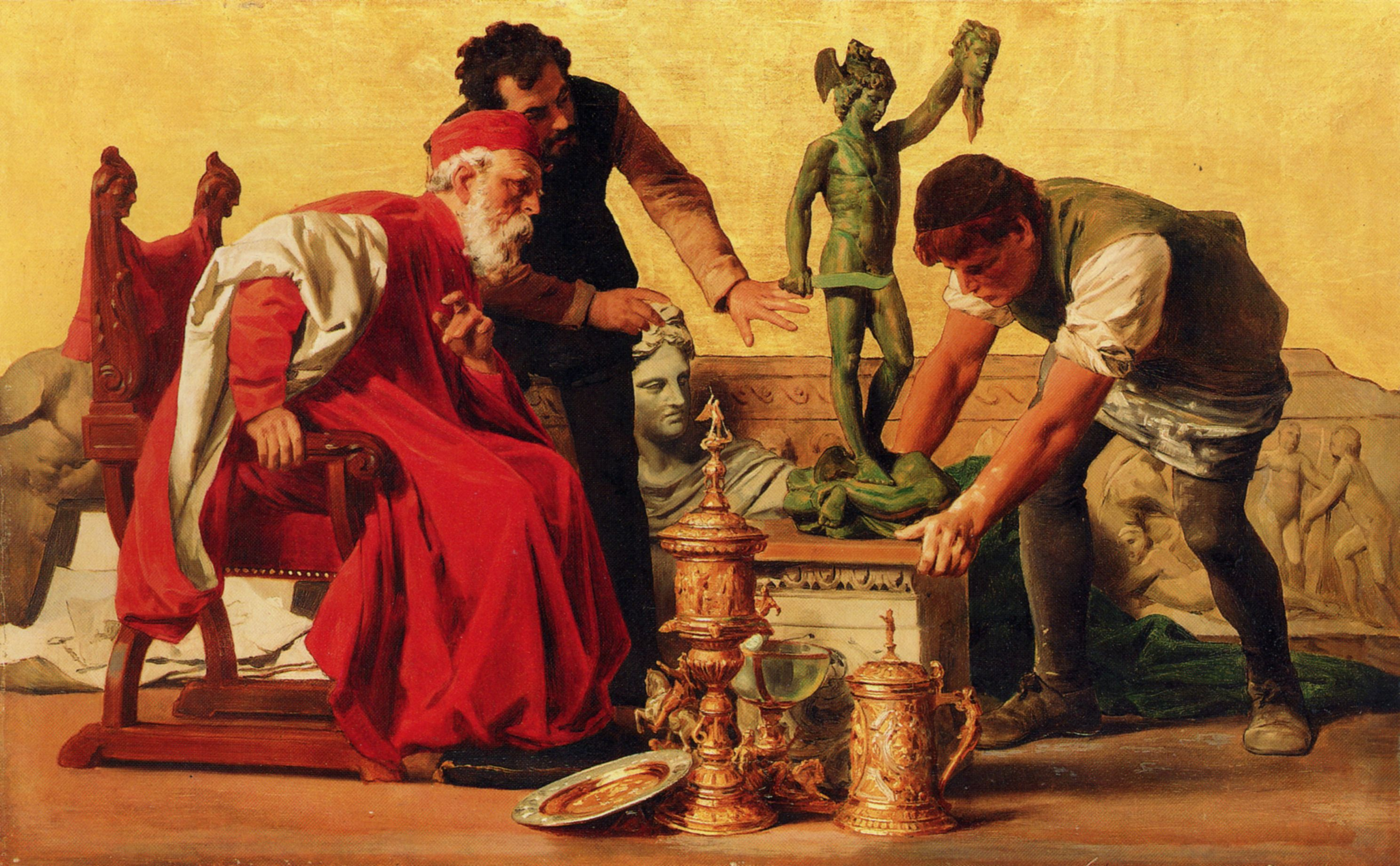
Ars (Kunst)
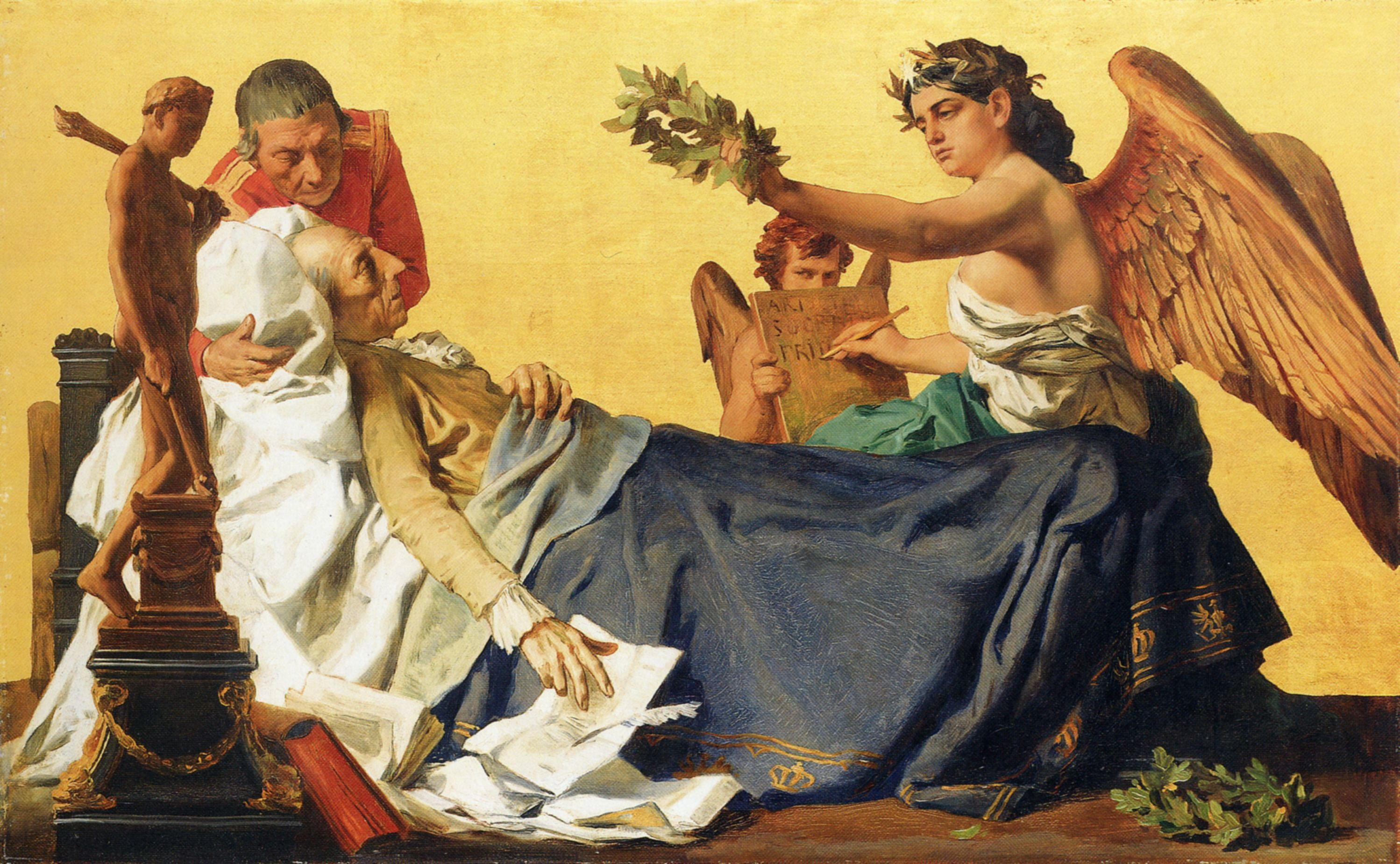
Exitium (Ausgang)

### Grundrisse und Innenraum
Die Grundrisse des Gebäudes entsprachen der originellen Gestaltung der äußeren Fassaden. So seien die Grundrisse „bis ins Kleinste durchdacht“ und hätten sich durch die „virtuose Ausnutzung der […] Nischen und Zwischenräume“ ausgezeichnet, schreibt Tobias Möllmer in seiner Dissertation über Stadthäuser in Deutschland 2017.
Nach Betreten des Hauptportals erschloss sich hinter dem Mittelflur und der dazugehörigen Treppe im Vestibül ein dreiläufiges Treppenhaus, das die Erschließung sämtlicher Geschosse ermöglichte. Im Hochparterre befanden sich die Kinderzimmer, das Billardzimmer sowie das Portierszimmer.
Die Gesellschaftsräume befanden sich in der Beletage: Das Damenzimmer lag hinter dem Erker, rechts davon erstreckten sich der Tanzsaal mit Orchesterloge und anschließend der Speisesaal mit einem Erker zur rückseitigen Fassade des Gebäudes. Zur linken Seite befanden sich die Bibliothek, das Herrenzimmer sowie ein Vorzimmer, das bei größeren Gesellschaften als Garderobe diente und Zugang zur Herrentoilette bot. Im Gang zum hofseitigen Flügel befand sich die Damentoilette, dahinter das außergewöhnlich große Schlafzimmer des Ehepaars. Zudem fand sich hier das Vor- und Schlafzimmer einer weiteren Tochter.
Die Decken- und Wandmalereien wurden durch Antonio Donadini, Christian Wilberg, Ludwig Burger und Carl Theodor von Piloty ausgeführt. Bekannt ist, dass im Speisezimmer Opernszenen von Richard Wagner gezeigt wurden. Im Herrenzimmer fand sich ein Wandbild mit dem Titel „Was Ihr Wollt“ sowie ein Familienporträt, geschaffen von Anton von Werner, das die Pringsheims in der Art und Kleidung der Renaissance darstellte.